# Попова Віра Миколаївна
Віра Миколаївна Попова (1889—1982) — російська і радянська акторка театру і кіно, народна артистка РРФСР (1948).

## Біографія
Віра Попова народилася 31 липня (12 серпня) 1889 у Москві.
Навчалася у знаменитій московській гімназії фон Дервіз.
В 1908—1909 роках навчалася на курсах драми Олександра Адашева, в 1909—1910 роках — у театральній школі Івана Пельтцера.
З 1910 року акторка групи Петра Медведєва; грала також у театрах Двінська, Вітебська, Києва, Катеринодара, Ростова-на-Дону.
В 1920—1921 роках працювала в Театрі пересувної драми, в театрі «Акваріум» (м. Москва), з 1922 року — в Московському драматичному театрі під керівництвом Василя Сахновського, У 1923—1933 роках акторка Театру Корша, Харківського театру під керівництвом Миколи Синельникова.
у 1933—1964 роках — акторка МХАТ імені М. Горького. З 1964 року на пенсії.
Віра Попова померла 27 серпня 1982 року. Похована на Введенському кладовищі (ділянка № 7).
Чоловік — Анатолій Кторов (1898—1980). «Вірі Миколаївні він був беззавітно відданий, все життя. Серед театральних діячів вони виділялися своєю високою любов'ю одне до одного, своєї повної людської і творчої гармонією» (З. Ст. Соніна-Долинська).

## Творчість

### Ролі в театрі
Театр Корша
- 1932 — «Безприданниця» Олександра Островського — Лариса

МХАТ СРСР імені М. Горького (1933—1964)
- 1934 — «Єгор Буличов та інші» М. Горького — Глафира; «На дні» М. Горького — Настя
- 1935 — «Гроза» О. М. Островского — Катерина
- 1937 — «Любовь Яровая» К. А. Треньова — Любов Ярова; «Анна Кареніна» за Левом Толстим — Фрейліна
- 1938 — «<Достігаєв та інші>» М. Горького — Глафира
- 1941 — «Дядечків сон» за Федором Достоєвським — Марія Олександрввна Москальова
- 1943 — «Глубока развідка» О. О. Крона — Маргарита Феофанівна; «Російські люди» К. М. Симонова — Марфа Петрівна Сафонова
- 1945 — «Вишневий сад» А. П. Чехова — Любов Андріївна Раневська
- 1948 — «Хліб наш насущний » М. Є. Вірти — Ганна Сидорівна Твердова
- 1951 — «Дядя Ваня» А. П. Чехова — Марія Василівна Войницька
- 1953 — «Анна Кареніна» по Л. Н. Толстому — графиня Лідія Іванівна; «Лермонтов» Б. А. Лавреньова — Єлизавета Олексіївна Арсеньєва
- 1954 — «Воскресение» за Левом Толстим — графиня Чарська
- 1956 — «Осінній сад» Л. Геллман — Мері Елліс; «Кремлівські куранти » М. Ф. Погодіна — Панянка з в'язанням
- 1957 — «Дворянське гніздо» за Іваном Тургеневим — Марфа Тимофіївна Пестова; «Учень диявола» Б. Шоу — місіс Даджен
- 1958 — «Анна Кареніна» за Левом Толстим — графиня Вронська
- 1961 — «Все залишається людям» С. Й. Альошина — Ганна Павлівна
- 1964 — «Платон Кречет» О. Є. Корнійчука — Марія Тарасівна

### Ролі в кіно
1. 1926 — Машиніст Ухтомський — Новікова
2. 1927 — Коло — Марія
3. 1931 — Залізна бригада
4. 1935 — Любов і ненависть — дружина техніка шахти
5. 1935 — Подруги — Наталя, мати Зої
6. 1944 — Зоя — Жінка
7. 1955 — Хоробрий заєць (анімаційний) — бабуся
8. 1957 — Телеграма (короткометражний) — Катерина Петрівна Пожалостіна
9. 1959 — Білі ночі — Парасковія Іванівна, бабуся
10. 1965 — Дайте книгу скарг — Старенька, покупчиня чоловічого пальто на ярмарку
11. 1965 — Дзвонять, відкрийте двері! — Наталя Іванівна, пенсіонерка
12. 1966 — Душка (телевізійний) — Старенька біля церкви
13. 1966 — Тіні старого замку (телевізійний) — Ганна
14. 1968 — Урок літератури — тітка Паша

### Озвучування мультфільмів
- 1951 — Казка про мертву царівну і сімох богатирів — текст від автора
- 1957 — Снігова королева — бабуся Герди

## Нагороди та премії
- Сталінська премія першого ступеня (1946) — за виконання ролі Марго у виставі «Глибока розвідка» А. А. Крона
- заслужена артистка РРФСР (4 березня 1933)
- народна артистка РРФСР (26 жовтня 1948)
- орден «Знак Пошани» (03.05.1937)
- орден Трудового Червоного Прапора (26.10.1948)
- медалі